# Frank Natterer
Frank Natterer (Wangen, 20 de julho de 1941) é um matemático alemão.
Natterer é um pioneiro nos campos de métodos matemáticos em imagiologia médica, incluindo tomografia computadorizada, ressonância magnética e ultrassonografia.